# Arthon

Arthon este o comună în departamentul Indre, Franța. În 1 ianuarie 2022 avea o populație de 1.216 de locuitori.